# 比喻 (故事)

林布蘭的《浪子回頭》，畫於1660年代。

比喻（《古蘭經》早期的中文譯本翻譯為譬喻）是一種簡潔而富有教訓意義的故事，通常以散文或韻文形式呈現，旨在傳達一個或多個具有教育價值的觀念或原則。它與寓言的區別在於，寓言往往使用動物、植物、無生命物體或自然力量作為主人公，而比喻則側重於人類角色。比喻是一種隱喻性的類比手法，用以深化理解。

## 詞源
「比喻」一詞源自希臘語「παραβολή」（parabolē），意為「並排放置」（para-）和「投擲」（bolē），後延伸為「比較、說明、類比」。在希臘修辭學中，比喻指的是用簡短虛構的故事來說明觀點。

## 歷史
新約《聖經》的《福音書》包含眾多耶穌的比喻，一些學者認為這些比喻受到了希伯來比喻（希伯來文:
mashalim，一種在塔木德時期流行的比擬手法）的影響。 耶穌的著名比喻包括「好撒瑪利亞人」和「浪子回頭」。舊約中比喻的例子有《撒母耳記下》12:1-9中拿單關於「貧富人家的小羊羔」的比喻，)及《撒母耳記下》14:1-13中的「提哥亞婦人的比喻」。
在伊斯蘭教中，蘇菲派傳統中也使用比喻來傳授教訓和價值觀，這些故事在蘇菲派圈子外得到近期作家如伊德里斯·沙阿和安東尼·德·梅洛的普及。現代亦有使用比喻的例子，如「破窗謬論」比喻，用以駁斥藉由災禍刺激經濟發展的謬誤，因為該謬論並未考慮機會成本。

## 特點
比喻是一個短小的故事，用以闡明一個普遍的真理。比喻的意義往往不會直白表達，而是希望讀者或聽者直接且深刻地感受到其內涵。它有時可以與其他類似的敘述類型區分開來，如寓言和格言。
它通過一個簡單的故事，描繪場景，並展示當中人物的行動及其結果。比喻通常涉及面臨道德困境的角色，或因錯誤決定而產生意外後果的人物。比喻的意義通常不會明確說出，但其目的不在於刻意隱匿其義，而是在於以直觀鮮明的手法，讓內涵直接流露，讓人容易理解。
比喻故事的關鍵特徵在於其潛在的潛台詞，給出如何行事或何信仰的暗示。除了作為人生行為的指導和建議，比喻故事常使用隱喻語言，讓人們能更自如地探討艱深或複雜觀念。比喻故事採用容易理解的具象敘事來表達抽象觀點。
相對之下，寓言是一種更廣泛的敘事形式，同樣使用隱喻。寓言可能有多種解讀，其含義可能模糊或難以解釋。如拉爾夫·福勒所言，「比喻和寓言的目的是通過將聽者置身於與其無直接關係的情境中，引發公正判斷，從而啟迪聽者。」比喻比寓言簡潔，聚焦於一個原則和道德觀，促使讀者或聽者反思其適用性。

## 耶穌的比喻

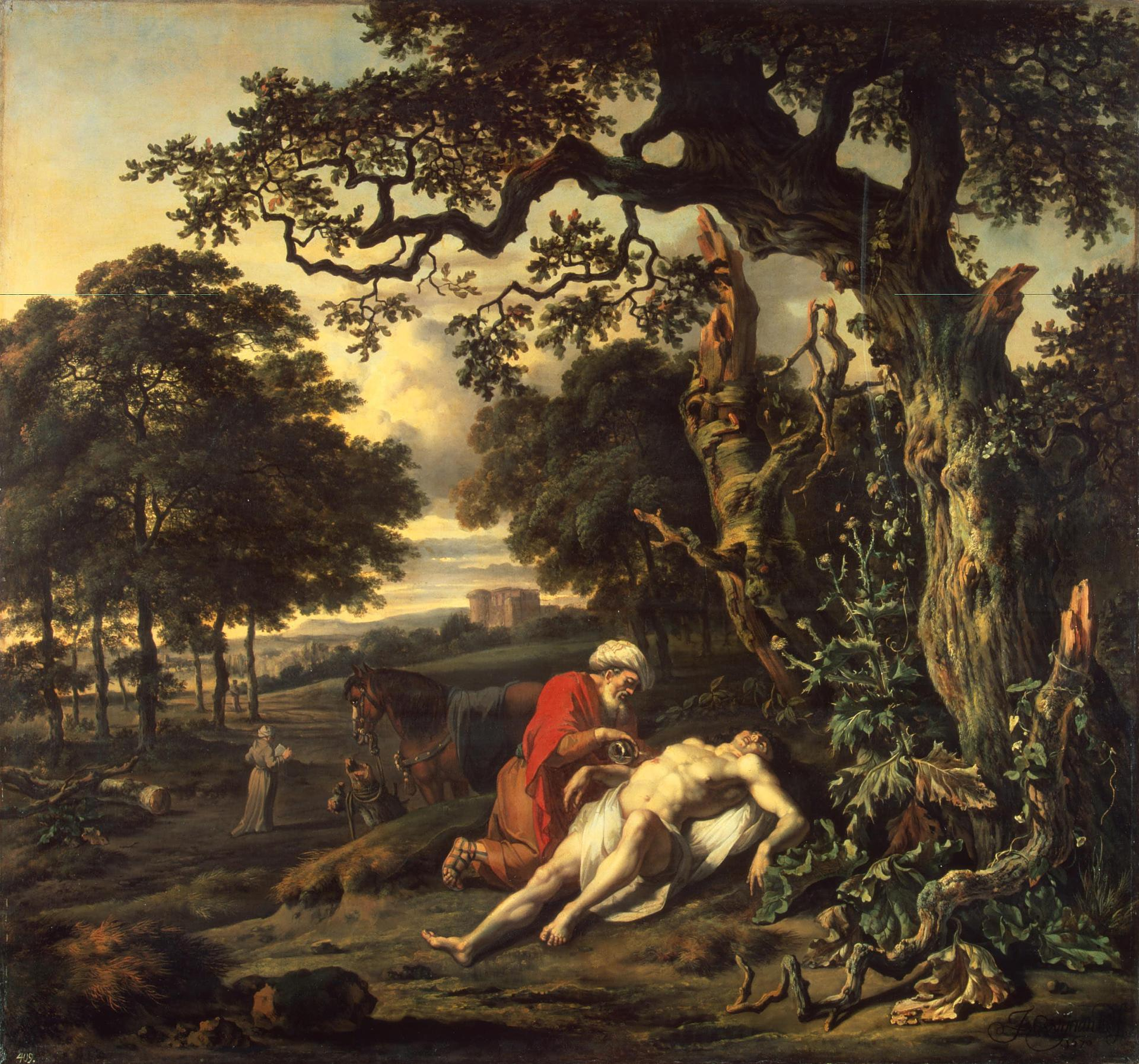
《好撒瑪利亞人的比喻》，由揚·溫南茨於1670年所繪

耶穌的比喻是《新約聖經》四福音書中的一系列教導性比喻，尤其是出現在對觀福音中，構成了耶穌教導的重要組成部分。這些比喻通常以樸實且易於記憶的形式呈現，各自傳達了獨特且深刻的教訓。例如，耶穌使用了「麵酵的比喻」與「芥菜種的比喻」來描繪神的國度。
中世紀聖經學者常將耶穌的比喻視為寓言，尋找每個元素的象徵意義。但現代學者，如阿道夫·于利歇，認為這種解釋不恰當。于利歇認為耶穌的比喻旨在表達一個中心思想，由三部分組成：圖像部分（Bildhälfte）、現實部分（Sachhälfte）和比較點（tertium comparationis）。
諾斯替主義者認為耶穌對門徒保留了某些教義的秘密，故意通過比喻掩飾其深層含義。例如，《馬可福音》4:11-12中，耶穌說只有門徒才能理解神國的秘密，而外人則透過比喻來理解，以免他們轉向。
耶穌對他們說：「神國的奧祕只讓你們知道，若是對外人講，凡事就用比喻，要他們看了又看，卻看不清，聽了又聽，卻不明白，免得他們回轉過來，獲得赦免。」（和合本）
這表明，比喻的隱含意義只有當聽眾獲得更多知識或被引導進入更高教義層次時才會顯現。《巴拿巴書信》（約公元70至132年）支持這一觀點，認為比喻用於那些尚未準備好理解更深層次教義的人。
耶穌的比喻具有互動性和即興性，通常作為對聽眾問題或爭論的回應。對於希臘—羅馬世界中受教育的觀眾而言，耶穌使用比喻的方式與蘇格拉底的辯證法相似，作為文學作品，《福音書》描繪了不同群體質疑耶穌的教義，類似於柏拉圖《對話錄》中的對話角色。
同樣，著名的羅馬參議員和律師西塞羅的修辭風格被許多名演說家推崇，其特徵是使用看似無關的軼事來總結討論的見解。

## 古蘭經中的比喻
古蘭經39:28-30聲稱「為人類設置各種比喻，以便他們接受教誨」，當中包含善惡之樹的比喻（Q14:32-45）、兩兄弟的比喻和蜘蛛的家的比喻。古蘭經16:77中提及奴隸與主人的比喻，隨後是盲人與有視力者的比喻。

## 其他修辭手法
比喻與隱喻和明喻等修辭手法關聯。與隱喻相似，比喻使用具體、可感知的現象來闡明抽象概念。比喻可視為擴展成簡短、連貫敘述的隱喻。與明喻使用「像」來構建隱喻性描述不同，比喻的意義雖隱含，但並非秘密。